# Koncert za violinu i orkestar (Betoven)
Koncert za violinu i orkestar, D - Dur, opus 61, Ludviga van Betovena

## Opšte karakteristike
Godine 1806, nastalo je jedno delo koje je koncertantnu muziku praktično uvelo iz klasicizma u epohu velike romantike. To je Koncert za violinu i orkestar, D-Dur, opus 61. Ludviga Van Betovena.
Doprinos ovog dela za muzičku istoriju i literaturu, nemerljiv je. Najpre, Koncert je ogromnih dimenzija: tri njegova klasična stava, proširena su tematski i sadržajno i daju delu ukupno trajanje 45 minuta. I sva tri stava krasi dotle neostvarena melodijska lepota, oblikovana u klasičnu formalnu strukturu (Koncert je prava muzička Mona Liza), što je moralo poslužiti kao uzor violinskim koncertima koje su kroz ceo XIX vek pisali Mendelson-Bartholdy, Brams, Čajkovski, Sibelijus... sve do Albana Berga i srpskog kompozitora Božidara Trudića, koji je po toj šemi u svom Violinskom Koncertu utkao srpske narodne i obredne teme.

## Forma i analiza dela
Prvi stav Koncerta je kolosalni Allegro ma non troppo, gde se najpre u podužem uvodu izlaže osnovni tematski materijal u orkestru, a solista ga zatim preuzima i razrađuje, sve do monumentalne kadence i skokovitog, praštavog završetka. Karakterističan je sam početak stava: donose ga četiri udara timpana na tonu d, koji predstavlja toniku Koncerta. To je jedna posve nova pojava u koncertantnoj muzici.
Drugi stav je Larghetto, neobične, rečima neopisive tonske lepote. Uvode ga prigušene violine u orkestru, u jednom svečanom ruhu. Solista dalje preuzima tonsko vođenje i sa orkestrom efektno razrađuje tematski materijal, sve do kadence i dramatičnih fanfara, koje sa ponovnom i kratkom solističkom kadencom direktno dovode do trećeg, finalnog stava. To je radosni, razigrani Rondo-Allegro, gde u veselom, živahnom pokretu, naizmenično pričaju solista i orkestar. Nakon solističke kadence, u kodi, stiče se utisak da delo zamire. Međutim, okončava ga jedna silovita provala snage svih izvođača.

## Izvođači
Fric Krajsler, violina i Berlinski Državni Operski Orkestar, dirigent: Leo Bleh
David Ojstrah, violina i Berlinska Filharmonija, dirigent: Herbert Fon Karajan
Isak Štern, violina i Izraelska Filharmonija, dirigent: Zubin Mehta
Liana Isakadze, violina i Ruski Državni Akademski Simfonijski Orkestar, dirigent: Aleksandar Lazarev
Jovan Kolundžija, violina i Simfonijski Orkestar Radio Televizije Beograd, dirigent: Mladen Jagušt
Jovan Kolundžija, violina i Simfonijski Orkestar Moskovske Filharmonije, dirigent: Dmitrij Kitajenko
Salatore Akardo, solista i dirigent, sa Rimskim Filharmonijskim Orkestrom
Stefan Milenković, violina i Simfonijski Orkestar iz Sankt Petersburga, dirigent: Roman Leontijev.